# 藤代幸一
藤代 幸一（ふじしろ こういち、1932年10月10日 - 2020年1月14日）は、日本の中世ドイツ文学者、旧・東京都立大学名誉教授。

## 経歴
1932年、東京市築地（現中央区）で生まれた。東京外国語大学ドイツ語科を卒業。大学院は東京都立大学大学院へ進み、1958年に修士課程を修了。
1959年、日本大学講師に就いた。1964年に静岡大学講師に転じ、1967年より東京都立大学助教授となった。1983年に教授昇格。1996年に東京都立大学を定年退官し、名誉教授となった。2020年1月14日、肺炎のため死去。87歳没。叙従四位、瑞宝小綬章追贈。

## 研究内容・業績
幼少時から歌舞伎、落語に親しみ、中世ドイツの笑いのある演劇・文芸を研究した。数多くのドイツ語文学作品の翻訳を手掛けた。

## 著作
著書
- 『アリストテレスの笑い 美女に馬乗られた哲学者』創造社 1972
- 『少年少女のための聖人伝物語』創造社 1977
- 『記号を読む旅 ドイツ中世文化紀行』法政大学出版局 1986
- 『もうひとつのロマンチック街道 ヨーロッパ歴史・文化紀行』法政大学出版局 1990
- 『ロマンチック街道旅物語』佐伯和子画 東京書籍 1992
- 『ヨーロッパ・エンブレムの旅』阿部真由美イラスト 東京書籍 1994
- 『ドイツ・メルヘン街道物語』佐伯和子画 東京書籍 1996
- 『ドイツゲーテ街道を歩く』トラベルジャーナル 1998
- 『アンデルセンの<詩と真実>』法政大学出版局 2002
- 『「死の舞踏」への旅』八坂書房 2002
- 『ヴィッテンベルクの小夜啼鳥 ザックス、デューラーと歩く宗教改革』八坂書房 2006
- 『デューラーを読む 人と作品の謎をめぐって』法政大学出版局 2009

### 共著編
- 『たのしいドイツ語』田中道夫・藤田賢共編著 南江堂 1976
- 『中世低地ドイツ語』山口春樹・檜枝陽一郎共著 大学書林 1987
- 越智フェリシタス『シルダの人びと』編 同学社 1988
- 越智フェリシタス『ボムベルクいたずら物語』編 同学社 1990
- 『ドイツ語への招待』フェリシタス・越智共著 郁文堂 1991
- 『初期新高ドイツ語』工藤康弘共著 大学書林 1992
- 『ベルリンの青春』フェリシタス・越智共著 郁文堂 1996
- 『ワンポイント・ドイツ文法』新訂版 保阪靖人共著 郁文堂 2003
- 『ビールを〈読む〉ドイツの文化史と都市史のはざまで』森貴史共著 法政大学出版局 2013

翻訳
- M.グラープマン『カトリック神学史』下宮守之共訳 創造社 1971
- アルノ・ボルスト『中世の異端カタリ派』新泉社 1975
- 『ジプシー民話集』佐藤牧夫共編 同学社 1978
- ハンス・ザックス『謝肉祭劇集』正続　田中道夫共訳 南江堂 1979‐80
- 『ティル・オイレンシュピーゲルの愉快ないたずら』法政大学出版局 1979
- 『中世の笑い 謝肉祭劇十三番』編訳 法政大学出版局 1983
- 『ハンス・ザックス作品集』岡田公夫、工藤康弘共著 大学書林 1983
- ヤコブス・ア・ウォラギネ『黄金伝説抄』新泉社 1983
- ペーター・シュナイダー『壁を跳ぶ男』越智和弘共訳 白水社 1984
- ザックス『謝肉祭劇選』正続　田中道夫共訳 明星大学出版部 1984‐86
- 『狐ラインケ』法政大学出版局 1985
- フランツ・シュミット『ある首斬り役人の日記』白水社 1987
  - 白水Uブックス 2003
- 『司祭アーミス』編訳 法政大学出版局 1987
- 『ドイツ民衆本の世界 1 クラーベルト滑稽譚・麗わしのメルジーナ』国書刊行会 1987
- 『ドイツ民衆本の世界 4 幸運のさいふと空とぶ帽子（岡本麻美子共訳）麗わしのマゲローナ』国書刊行会 1988
- 『中世の旅』ノルベルト・オーラー著 法政大学出版局 叢書・ウニベルシタス 1989
- 『文明化の過程の神話』ハンス・ペーター・デュル著 法政大学出版局 叢書・ウニベルシタス

1. 『裸体とはじらいの文化史』三谷尚子共訳 1990
2. 『秘めごとの文化史』津山拓也共訳 1994
3. 『性と暴力の文化史』津山拓也共訳 1997
4. 『挑発する肉体』津山拓也共訳 2002
5. 『〈未開〉からの反論』津山拓也共訳 2008

- ノルベルト・ビショッフ『エディプスの謎 近親相姦回避のメカニズム 上』工藤康弘共訳 法政大学出版局 叢書・ウニベルシタス 1992
- 『中世のアウトサイダーたち』フランツ・イルジーグラー・アルノルト・ラゾッタ著 白水社 1992
  - 『中世のアウトサイダー』白水社 2005
- 『ハンス・ザックス謝肉祭劇全集』田中道夫共訳 高科書店 1994
- 『古代憧憬と機械信仰 コレクションの宇宙』ホルスト・ブレーデカンプ著 津山拓也共訳 法政大学出版局 叢書・ウニベルシタス 1996
- 『自身が語るデュルの世界』2・戸外で朝食を』ハンス・ペーター・デュル著 法政大学出版局 叢書・ウニベルシタス 1998
- 『聖ブランダン航海譚 中世のベストセラーを読む』訳著 法政大学出版局 1999
- 『図説 世界シンボル事典』ハンス・ビーダーマン著 監訳 宮本絢子・伊藤直子・宮内伸子共訳 八坂書房 2000
  - 普及版2015
- 『もう一人のゲーテ アウグストの旅日記』アウグスト・フォン・ゲーテ著 A.バイヤー・G.ラデッケ編 石川康子共訳 法政大学出版局 2001
- 『教皇をめぐる四人の女 伝説と検閲の間のパウルス三世伝』ロベルト・ザッペリ著 法政大学出版局 2003
- 『巡礼の文化史』ノルベルト・オーラー著 井本[ショウ]二共訳 法政大学出版局 叢書・ウニベルシタス 2004
- 『ルターのテーブルトーク』マルチン・ルター著 編訳 三交社 2004
- 『中世ヨーロッパ万華鏡』3・名もなき中世人の日常 娯楽と刑罰のはざまで エルンスト・シューベルト 八坂書房 2005
- 『図説 聖人事典』オットー・ヴィマー著 八坂書房 2011
  - 普及版2023

論文
- ＜藤代幸一